# Segunda División Peruana 1943
La Segunda División Peruana 1943 fue disputada por cuatro clubes, los 2 clubes que descendieron de la 1.ª División de la Asociación No Amateur de 1942 y los 2 Clubes que ocuparon los primeros lugares en la 1.ª División de la Liga Regional de Futbol de Lima y Callao de 1942.
El torneo se inició el 23 de abril de 1944 y culminó el 28 de mayo de 1944, disputándose los encuentros en el Antiguo Estadio Nacional y en el Estadio Modelo de Bellavista y fue organizada por la Asociación No Amateur.
Fue la primera ocasión desde el año 1926 en que el segundo nivel del fútbol peruano era denominado Segunda División (antes era  División Intermedia, Primera División B o Primera División de las Ligas Provinciales de Lima y del Callao.
El Campeón del torneo, Atlético Telmo Carbajo del Callao, fue promovido a disputar la Rueda de Promoción a la 1.ª División de la ANA de 1944 vs el Centro Iqueño de Deportes club ubicado en último lugar en el torneo de la Primera División de la ANA de 1943, con el cual perdió los 2 encuentros y no logrando obtener el ascenso a la máxima categoría del futbol peruano.
ILa FPF dispuso que no hubiera descenso de la 2.ª división a la 1.ª División de la Liga Regional de Futbol de Lima y Callao, en razón de aumento de clubes en la Categoría de Ascenso.

## Ascensos y descensos
| Posición | Descendidos de Primera División 1942 |
| -------- | ------------------------------------ |
| 9º       | Atlético Telmo Carbajo               |
| 10º      | Santiago Barranco                    |

| Posición | Ascendidos de Liga Regional 1942 |
| -------- | -------------------------------- |
| 1º       | Ciclista Lima Association        |
| 2º       | Progresista Apurímac             |

## Equipos participantes
| Club                 | Ciudad   |
| -------------------- | -------- |
| Ciclista Lima        | Lima     |
| Progresista Apurímac | Callao   |
| Santiago Barranco    | Barranco |
| Telmo Carbajo        | Callao   |

## Tabla de posiciones
| Pos. | Club                 | PJ | PG | PE | PP | GF | GC | DG | Pts. |
| ---- | -------------------- | -- | -- | -- | -- | -- | -- | -- | ---- |
| 1    | Telmo Carbajo        | 6  | 4  | 1  | 1  | 20 | 14 | +6 | 13   |
| 2    | Progresista Apurímac | 6  | 2  | 3  | 1  | 13 | 11 | +2 | 9    |
| 3    | Ciclista Lima        | 6  | 2  | 1  | 3  | 13 | 13 | 0  | 7    |
| 4    | Santiago Barranco    | 6  | 1  | 1  | 4  | 6  | 14 | −8 | 4    |

|  | Campeón |

## Resultados
| Local \ Visitante    | CIC | PRO | SAN | TEL |
| -------------------- | --- | --- | --- | --- |
| Ciclista Lima        |     | 2–3 | 2–0 | 5–3 |
| Progresista Apurímac | 1–1 |     | 1–1 | 2–3 |
| Santiago Barranco    | 2–1 | 1–3 |     | 1–2 |
| Telmo Carbajo        | 4–2 | 3–3 | 5–1 |     |

## Rueda de promoción
| 4 de junio de 1944 | Telmo Carbajo | 1–4 | Centro Iqueño |  |  |

| 11 de junio de 1944 | Centro Iqueño | 4–0 | Telmo Carbajo |  |  |